# Saint-Élix-le-Château
Saint-Élix-le-Château is een gemeente in het Franse departement Haute-Garonne (regio Occitanie) en telt 542 inwoners (1999). De plaats maakt deel uit van het arrondissement Muret.

## Geografie
De oppervlakte van Saint-Élix-le-Château bedraagt 10,5 km², de bevolkingsdichtheid is 51,6 inwoners per km².
De onderstaande kaart toont de ligging van Saint-Élix-le-Château met de belangrijkste infrastructuur en aangrenzende gemeenten.

## Demografie
Onderstaande figuur toont het verloop van het inwonertal (bron: INSEE-tellingen).